# Ovčí vrch (Tepelská vrchovina)
Ovčí vrch (německy Schaafberg) je hora v západních Čechách s nadmořskou výškou 696,7 metrů v Bezdružické vrchovině, podcelku Tepelské vrchoviny. Leží asi půl kilometru od vrchu Krasíkov, součásti obce Kokašice v okrese Tachov, asi tři kilometry západně od Konstantinových Lázní, nedaleko říčky Hadovky. Je částečně zalesněn smíšeným lesem.

## Popis
Patří do geomorfologického okrsku Krasíkovská vrchovina, který je součástí podcelku Bezdružická vrchovina v Tepelské vrchovině. Zhruba půl kilometru jižně se pak nachází blízký vrch Krasíkov, nedaleko stejnojmenné samoty, v nadmořské výšce 636 metrů se zříceninou gotického hradu Švamberk (Krasíkov).

## Historie

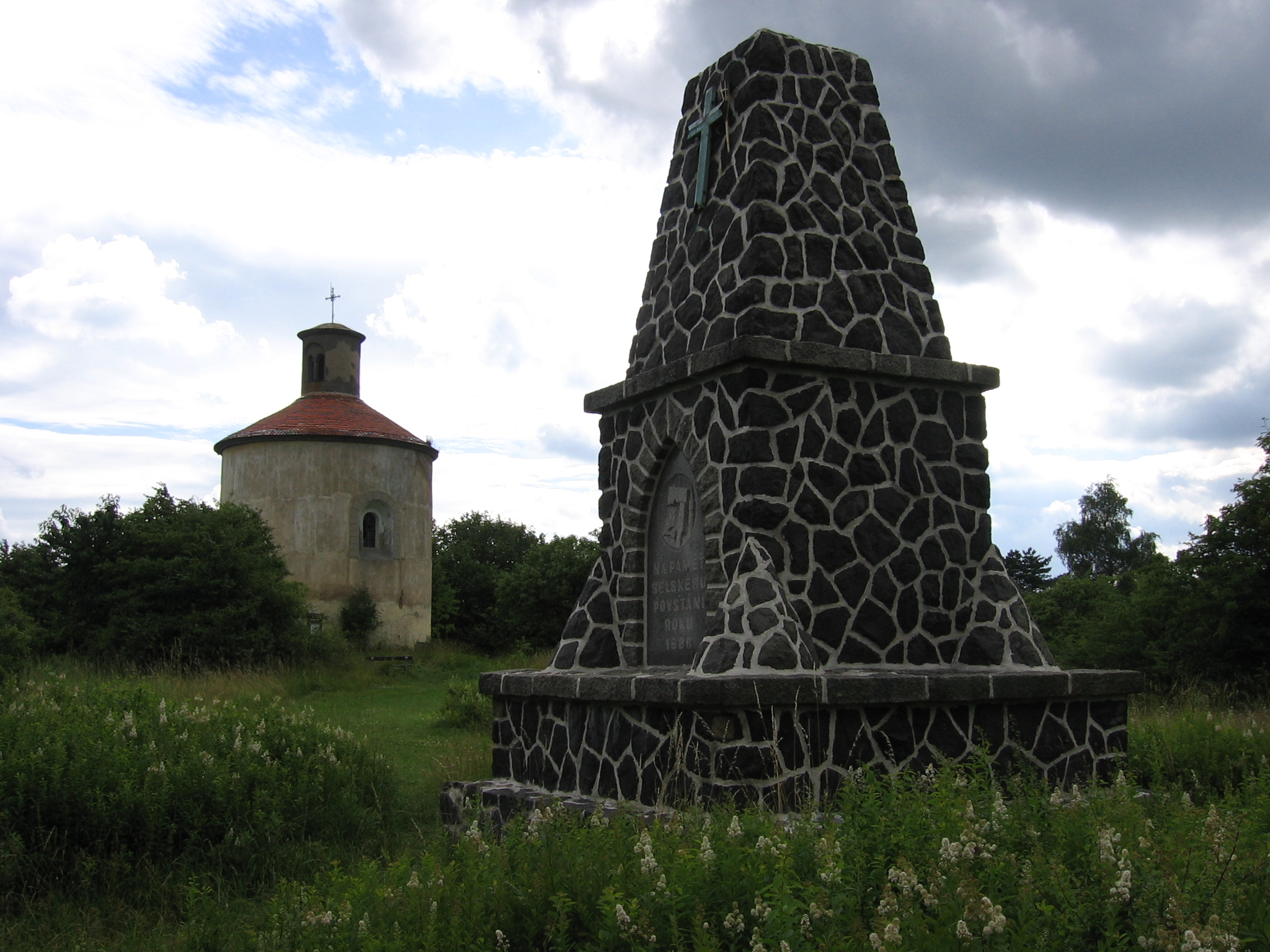
Kaple Smrtelných úzkostí Krista z roku 1681

Svůj název vrch patrně získal svými příhodnými podmínkami pro pastvu ovcí a také panskou ovčírnu, která stála na jeho úpatí.
V květnu roku 1680 došlo na vrcholu kopce k tzv. bitvě na Ovčím vrchu, tedy porážce západočeských účastníků Selského povstání z bezdružického panství jednotkami císařských kyrysníků vedení majitelem panství hrabětem Kryštofem z Heissensteinu. Jednalo se o asi největší bojovou operaci proti regionálnímu lidovému povstání v historii českých zemí. Po potlačení povstání nechala roku 1681 hraběnka Marie Františka z Heissensteinu, manželka majitele panství, zbudovat na místě masakru pseudorománskou kapli Smrtelných úzkostí Krista.
Nedaleko kaple byl pak jako připomínka bitvy v období První republiky roku 1936 vztyčen Památník selského povstání v podobě obelisku sestaveného z kamenů.

## Přístup
Na Ovčí vrch vede značená turistická trasa z Kokašic, která umožňuje výstup po severní straně hory. Cesta je součástí zdejší naučné stezky.